# 12. leden
12. leden je 12. den roku podle gregoriánského kalendáře. Do konce roku zbývá 353 dní (354 v přestupném roce). Svátek má Pravoslav.

## Události

### Česko
- 1463 – Císař Friedrich III. po přímluvě krále Jiřího z Poděbrad povolil Brňanům, aby prováželi rakouskými zeměmi zboží do Benátek a z Benátek, a to bez zastávky ve Vídni. Ta byla do té doby povinná a komplikovala podobné vztahy.
- 1782 – Dekretem císaře Josefa II. byly v rakouské říši zrušeny všechny kláštery, které nevyvíjely obecně prospěšnou činnost. V českých zemích se toto opatření týkalo více než třetiny všech klášterů.
- 1962 – Vladimír Škutina odsouzen za urážku prezidenta Antonína Novotného, když prohlásil že „prezident je vůl, gauner a vyložený despota.“
- 1977 – V Rudém právu vyšel odsuzující článek „Ztroskotanci a samozvanci“, v němž byla československá veřejnost seznámena s existencí Charty 77.
- 2018 – Zahájila vysílání česká televizní stanice Televize Seznam.

### Svět
- 1945 – Byla zahájena Viselsko-oderská operace, při které zahnala Rudá armáda německá vojska za Odru.
- 1950 – V Sovětském svazu byl opět zaveden trest smrti za vlastizradu, špionáž a sabotáž. Původně byl zrušen v květnu 1947.
- 1969 – Britská rocková kapela Led Zeppelin vydala své první album, Led Zeppelin.
- 1970 – Republika Biafra v jihovýchodní Nigérii kapitulovala, čímž skončila občanská válka.
- 1976 – Rada bezpečnosti OSN hlasovala 11:1 s 3 chybějícími členy pro povolení Organizace pro osvobození Palestiny účastnit se porad Rady bezpečnosti bez hlasovacích práv.
- 2005 – NASA vypustila kosmickou sondu Deep Impact určenou k průzkumu komety 9P/Tempel.
- 2010 – Při zemětřesení na Haiti zahynulo několik desítek tisíc lidí.
- 2016 – Při teroristickém útoku v Istanbulu zemřelo 10 lidí, z toho 9 Němců.

## Narození
Automatický abecedně řazený seznam viz Kategorie:Narození 12. ledna

### Česko

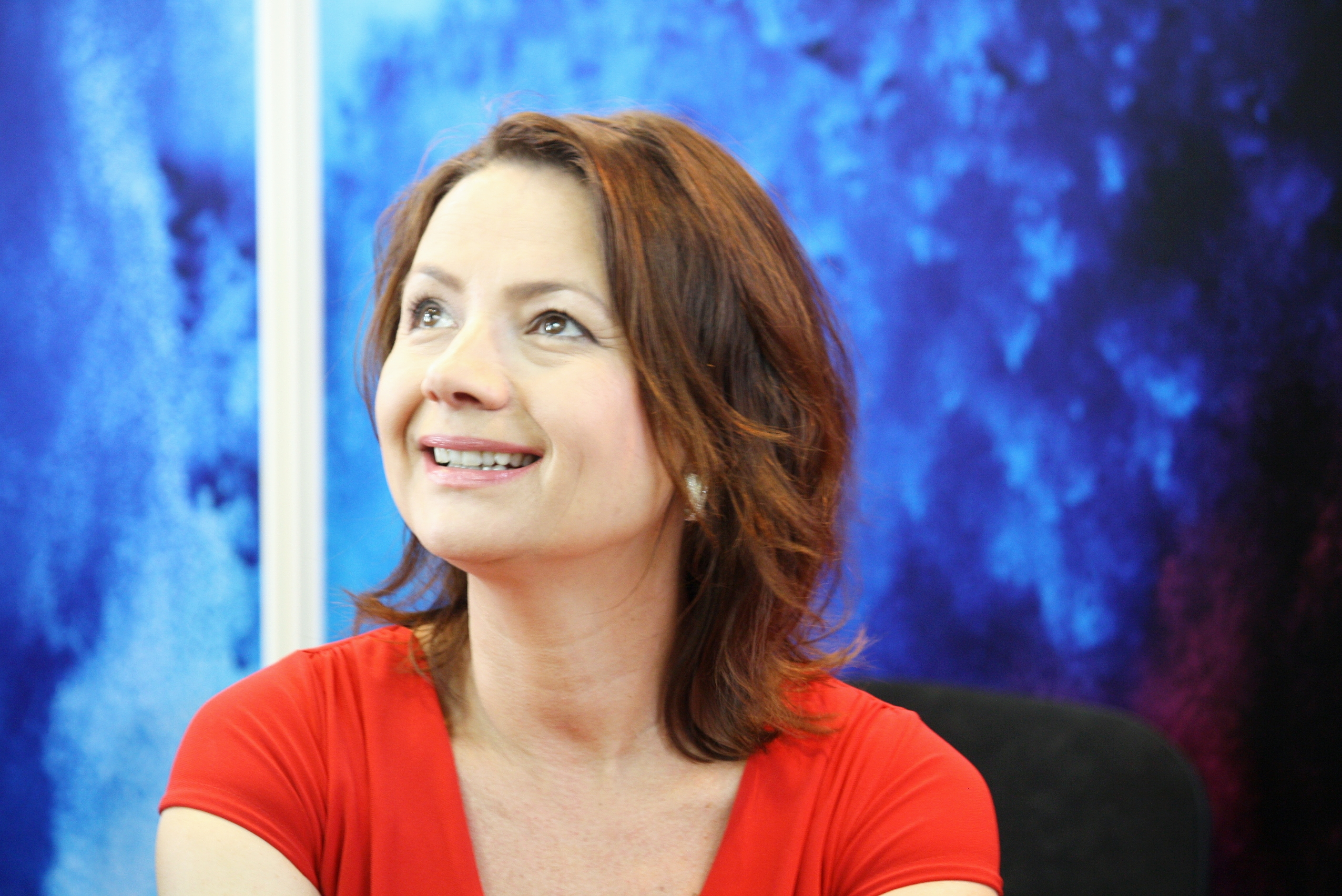
Jolana Voldánová (* 1969)

- 1749 – Ferdinand Trauttmansdorff, česko-rakouský šlechtic, státník a diplomat († 27. srpna 1827)
- 1751 – Josef Arnošt Kinský, šlechtic († 11. srpna 1798)
- 1797 – Vincenc Pavel Žák, moravský národní buditel, spisovatel a překladatel, katolický kněz († 30. března 1867)
- 1817 – Leopold Šedivý, rakouský politik české národnosti († ?)
- 1818 – Benjamin Demel, poslanec Moravského zemského sněmu a starosta Kroměříže († 1867)
- 1825 – Ferdinand Urban, rakouský podnikatel v pivovarnictví a poslanec Českého zemského sněmu († 16. května 1879)
- 1826 – Eduard Porges von Portheim, česko-rakouský továrník a politik německé národnosti († 14. února 1907)
- 1838 – Klement Borový, katolický teolog († 31. srpna 1897)
- 1849 – Ladislav Hajniš, technik († 2. května 1889)
- 1852 – Ladislav Zápotocký, socialistický novinář a politik († 16. prosince 1916)
- 1859 – Margareta Sedlnitzky-Odrowas von Choltic, šlechtična, básnířka a spisovatelka († 2. května 1937)
- 1861
  - Emanuel Kovář, lingvista a etnograf († 14. července 1898)
  - Hanuš Kuffner, novinář, spisovatel a vojenský historik († 21. května 1929)
  - František Karel Bakule, bankovní úředník, autor moralistních a sociologických úvah, beletrista († 27. srpna 1941)
- 1866 – Ján Mudroň, československý politik († 19. března 1926)

- 1870 – Karel Burian, tenorista († 25. září 1924)
- 1872
  - Géza Grosschmid, československý politik maďarské národnosti († 4. dubna 1933)
  - Josef Hanuš, chemik († 24. prosince 1955)
- 1875 – Stanislaus von Prowazek, zoolog a parazitolog († 17. února 1915)
- 1884
  - Jiří Čermák, cestovatel, zeměpisec a kartograf († 25. června 1955)
  - Josef Fňouk, stavitel a architekt († ?)
- 1886 – Emanuel Purghart, akademický malíř, redaktor a státní úředník († 18. listopadu 1953)
- 1888 – Karel Bakeš, stavební inženýr, spisovatel a překladatel († 6. ledna 1972)
- 1890
  - Karel Böhm, právník, hudební skladatel a dirigent († 13. dubna 1973)
  - Jindřich Suza, profesor botaniky († 19. listopadu 1951)
- 1891 – Jiří Mařánek, spisovatel († 4. května 1959)
- 1894 – Bohuslav Hála, jazykovědec, profesor fonetiky a překladatel z francouzštiny (†  18. srpna 1970)
- 1895 – Anežka Hodinová-Spurná, komunistická politička († 1. dubna 1963)
- 1897 – Helena Rudlová, pedagožka, spisovatelka, básnířka a dramatička († 14. listopadu 1965)
- 1898
  - Gustav Haloun, sinolog († 24. prosince 1951)
  - Miroslav Haken, odbojář popravený nacisty († 30. června 1942)
  - Anna Horynová, vědkyně, pedagožka a spisovatelka († 3. prosince 1976)
- 1899 – Otakar Odložilík, historik († 14. července 1973)
- 1902 – Jindřich Šoltys, fotbalový reprezentant († 20. července 1970)
- 1903 – Miloslav Jareš, rozhlasový, divadelní a filmový režisér († 18. července 1980)
- 1904 – Rudolf Maria Mandé, dirigent a hudební skladatel († 12. srpna 1964)
- 1908 – Alois Hudec, Sokol, gymnasta, olympijský vítěz 1936 († 23. ledna 1997)
- 1913 – Sláva Štochl, fotograf († 28. prosince 1990)
- 1915
  - Arnošt Steiner, voják, válečný hrdina († 9. října 1982)
  - Štefan Košina, voják a příslušník výsadku Manganese († 28. listopadu 1983)
- 1917 – Stanislav Maleček, český a československý novinář a politik († 13. července 2000)
- 1921 – Felix Maria Davídek, kněz († 16. srpna 1988)
- 1922
  - Josef Veverka, moravský vinař a šlechtitel († 21. října 2006)
  - Jindřich Sommer, komunistický politik († ?)
- 1923 – František Vencovský, ekonom († 5. července 2006)
- 1925 – Karel Werner, indolog
- 1926 – Slavomír Bartoň, hokejový reprezentant († 16. ledna 2004)
- 1927 – Pravoslav Kneidl, knihovník, bibliograf a literární historik († 4. listopadu 2003)
- 1928 – Zdeněk Procházka, fotbalový reprezentant († 2016)
- 1929 – Hana Bělohradská, spisovatelka († 25. února 2005)
- 1931 – Ladislav Bittman, agent Státní bezpečnosti a uprchlík († 18. září 2018)
- 1932 – Dobromila Vávrová, komunistická politička († 7. ledna 2015)
- 1933
  - Sáva Šabouk, historik umění († 31. ledna 1993)
  - Josef Henke, režisér, scenárista, autor rozhlasových her († 19. března 2006)
- 1935 – Eva Suchánková, pedagožka a amatérská herečka
- 1940 – Eliška Rožátová, sklářská výtvarnice a malířka
- 1944 – Vlastimil Hort, šachový velmistr
- 1946 – Josef Horáček, zastupitel a starosta města Bílina († 7. prosince 2022)
- 1947 – Zdeněk Hummel, basketbalista
- 1949
  - Petr Charvát, archeolog a historik (†  17. září 2023)
  - Jiří Janák, hokejista
- 1954
  - Michael Bielický, fotograf, multimediální umělec a pedagog
  - Jiří Tupec, fotbalista
- 1955
  - Miroslav Michalovský, hokejista
  - Petr Koťátko, filosof a spisovatel
- 1960 – Martin Nezval, spisovatel
- 1961 – Constantin Kinský, mecenáš a finanční poradce, šlechtic
- 1962
  - Radek Drulák, fotbalista
  - Dušan Dvořák, adiktolog
- 1963 – Jiří Valšuba, herec
- 1965 – Karel Černý, politik
- 1967 – Michael Kubíček, hokejista
- 1969 – Jolana Voldánová, moderátorka
- 1971 – Daniel Takáč, moderátor
- 1972
  - Radim Jančura, podnikatel a manažer
  - Filip Humplík, politik a podnikatel
- 1975
  - Slávek Horák, režisér a scenárista
  - Jiří Krhut, bavič, muzikant, skladatel a textař
- 1976 – Petr Korč, politik a podnikatel, primátor města Frýdek-Místek
- 1977 – Mikoláš Tuček, herní novinář, moderátor a influencer
- 1979 – František Lutonský, moderátor a zástupce šéfredaktora zpravodajství České televize
- 1981 – Eva Vašková, modelka
- 1983 – Martin Mikuláš, lingvista, lingvodidaktik a soudní překladatel pro jazyk anglický
- 1987
  - Michael Kolarz, hokejista
  - Jan Řežáb, podnikatel, zakladatel a bývalý předseda dozorčí rady společnosti Socialbakers
- 1988 – Radim Nečas, fotbalista
- 1989 – Petr Wojnar, fotbalový záložník
- 1990 – Viktor Tichák, politik, lingvista a VŠ pedagog
- 1991
  - Ondřej Zmeškal, spisovatel, blogger a sportovec – nevidomý triatlonista
  - Jakub Štourač, fotbalista
- 1994 – Dominik Volek, hokejista
- 1995 – David Kämpf, lední hokejista

### Svět

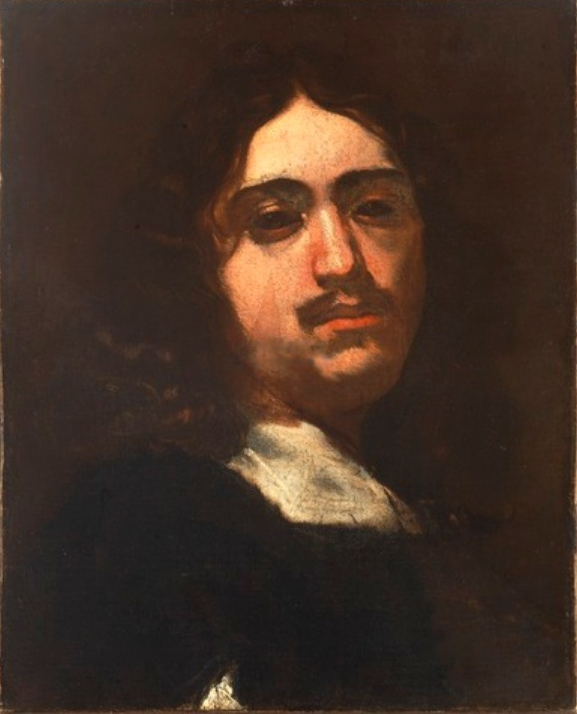
José de Ribera (* 1591)

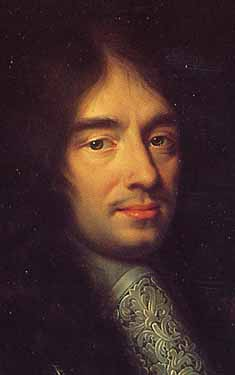
Charles Perrault (* 1628)

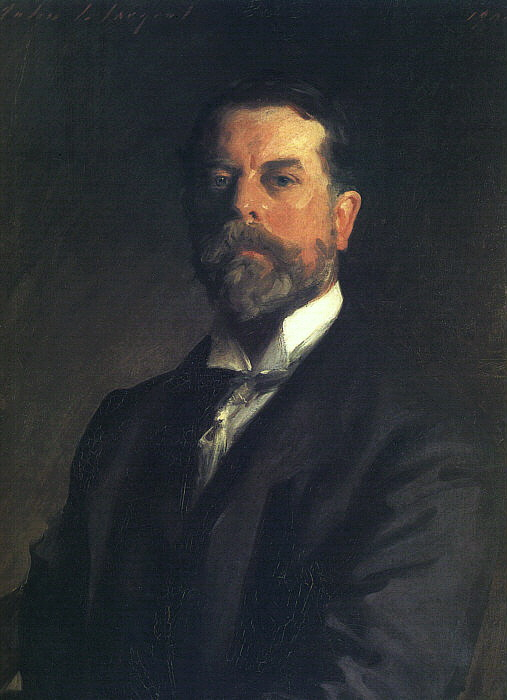
John Singer Sargent (* 1856)

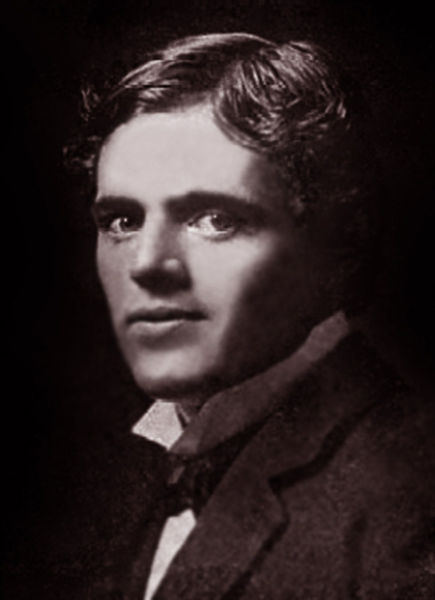
Jack London (* 1876)

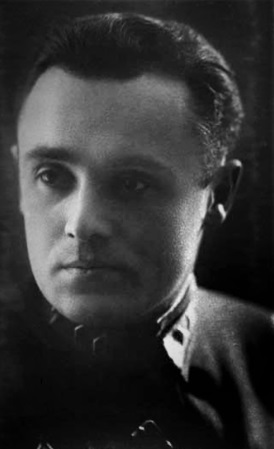
Sergej Koroljov (* 1907)

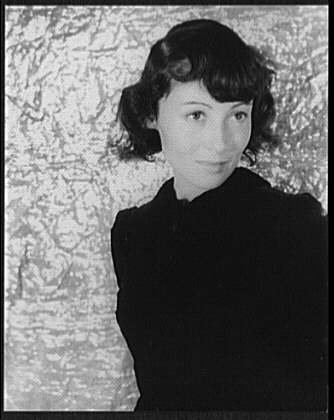
Luise Rainerová (* 1910)

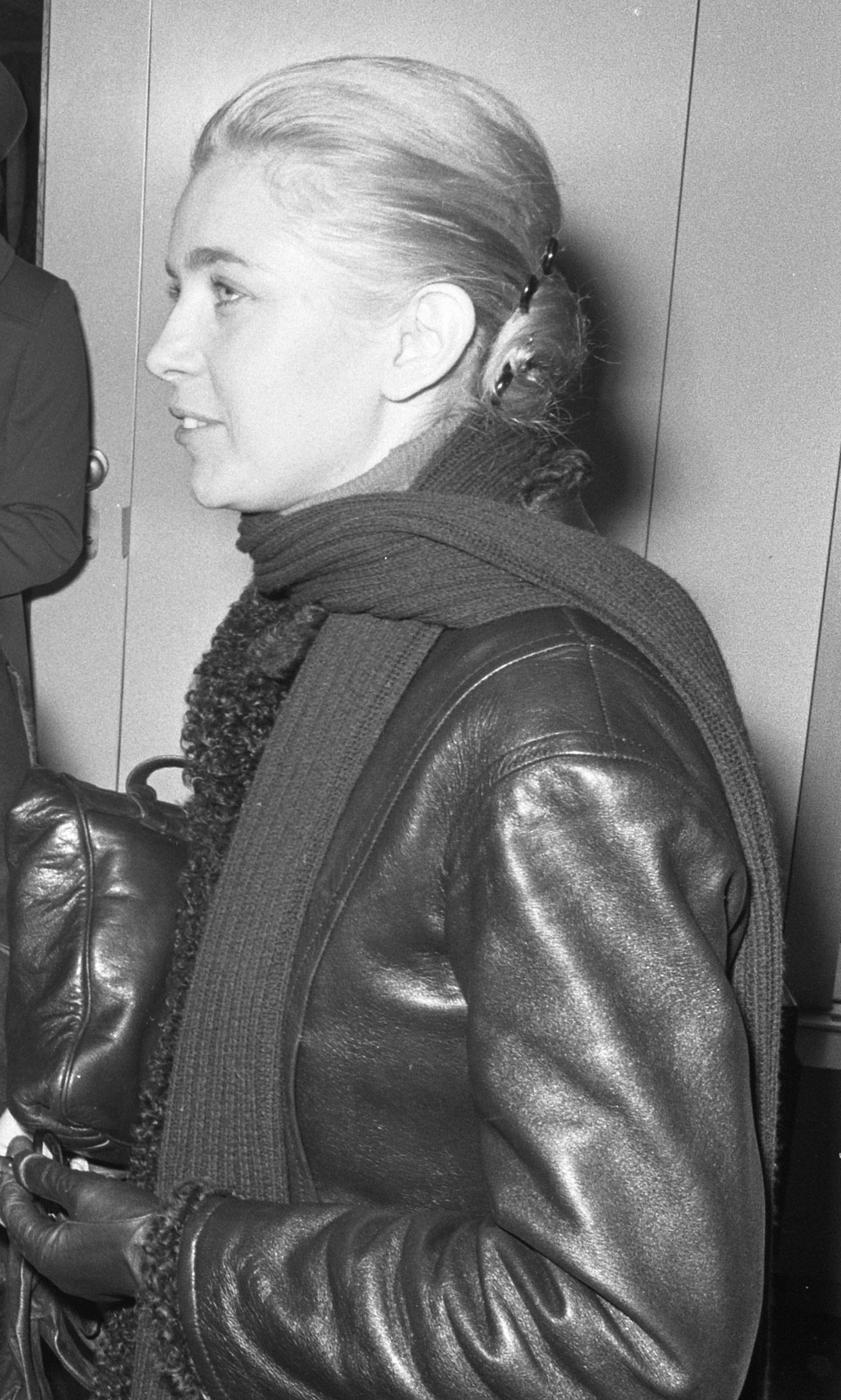
Marie Duboisová (* 1937)

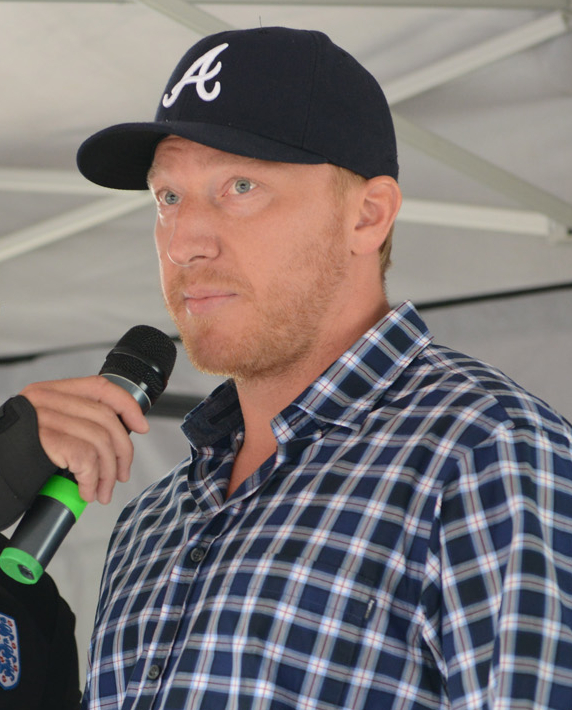
Marián Hossa (* 1979)

- 1562 – Karel Emanuel I. Savojský, vévoda savojský († 26. července 1630)
- 1577 – Jean-Baptiste van Helmont, vlámský chemik, fyzik a fyziolog († 30. prosinec 1644)
- 1591 – José de Ribera, španělský malíř († 2. září 1652)
- 1628 – Charles Perrault, francouzský pohádkář († 16. května 1703)
- 1638 – Ernst Rüdiger von Starhemberg, rakouský polní maršál († 4. ledna 1701)
- 1666 – Hedvika Meklenburská, německá šlechtična († 9. srpna 1735)
- 1672 – Willem Bosman, nizozemský koloniální úředník a obchodník († po roce 1703)
- 1702 – Theodor Taulow von Rosenthal, rakouský státník († 10. června 1779)
- 1715 – Jacques Duphly, francouzský hudební skladatel, varhaník a cembalista († 15. července 1789)
- 1721 – Ferdinand Brunšvicko-Wolfenbüttelský, německý princ († 3. července 1792)
- 1729 – Edmund Burke, britský politik a filozof († 9. července 1797)
- 1737 – John Hancock, americký obchodník a politik († 8. října 1793)
- 1740 – Marie Karolína Habsbursko-Lotrinská, rakouská arcivévodkyně a dcera Marie Terezie († 25. ledna 1741)
- 1746 – Johann Heinrich Pestalozzi, švýcarský pedagog († 17. února 1827)
- 1748 – Ludwig Gottfried Madihn, německý právník a advokát († 6. března 1834)
- 1751 – Ferdinand I. Neapolsko-Sicilský, první král Království obojí Sicílie († 4. ledna 1825)
- 1772 – Michail Michajlovič Speranskij, ruský politik a reformátor († 23. února 1839)
- 1783 – Erik Gustaf Geijer, švédský spisovatel, historik, filosof a skladatel († 23. dubna 1847)
- 1789 – Ettore Perrone di San Martino, italský politik a vojenský velitel († 29. března 1849)
- 1792 – Johann Arfvedson, švédský chemik († 28. října 1841)
- 1800 – George Villiers, 4. hrabě z Clarendonu, britský diplomat a státník († 27. června 1870)
- 1809 – Émile Loubon, francouzský malíř krajinář († 3. května 1863)
- 1810
  - John Dillwyn Llewelyn, britský botanik a fotograf († 24. srpna 1882)
  - Ferdinand II. Neapolsko-Sicilský, král Obojí Sicílie († 22. květen 1859)
- 1819 – Francesco Vidulich, rakouský politik italské národnosti († 23. ledna 1889)
- 1822 – Étienne Lenoir, francouzský vynálezce a obchodník († 7. srpna 1900)
- 1826
  - Anton Húska, slovenský hudební skladatel, sbormistr a dirigent († 23. srpna 1882)
  - Radoslav Razlag, rakouský politik slovinské národnosti z Štýrska a z Kraňska († 5. června 1880)
- 1829 – Edward Palmer, americký botanik († 10. dubna 1911)
- 1833 – Eugen Dühring, německý filozof a ekonom († 21. září 1921)
- 1838 – Li Čchun-šeng, čínský obchodník aktivní za dob dynastie Čching na Tchaj-wanu († 7. září 1924)
- 1845 – Lovro Borčić, rakouský politik chorvatské národnosti († 7. září 1911)
- 1846 – Kajetán, hrabě z Girgenti, italský šlechtic († 26. listopadu 1871)
- 1852 – Joseph Joffre, francouzský generál († 3. ledna 1931)
- 1853
  - Christoph Sigmund Hayden, rakouský šlechtic a politik († 28. prosince 1926)
  - Gregorio Ricci-Curbastro, italský matematik († 6. srpna 1925)
- 1856 – John Singer Sargent, americký malíř († 14. dubna 1925)
- 1857 – Knut Johan Ångström, švédský fyzik († 4. března 1910)
- 1858 – Robert Milnes-Crewe, 1. markýz Crewe, britský státník († 20. června 1945)
- 1863 – Svámí Vivékánanda, indický filozof, zpěvák a básník († 4. července 1902)
- 1866 – Ján Mudroň, slovenský, československý politik a meziválečný senátor († 19./29. března 1926)
- 1871 – Kaspar Stanggassinger, německý řehoník-redemptorista († 26. září 1899)
- 1873 – Spyridon Luis, řecký atlet († 26. března 1940)
- 1874 – Laura Adams Armerová, americká umělkyně a spisovatelka († 16. března 1963)
- 1875
  - Ferdinand Seidl, rakouský novinář a politik († 6. července 1915)
  - Stanisław Stohandel, rakouský politik polské národnosti z Haliče († ?)
- 1876
  - Jack London, americký spisovatel († 22. listopadu 1916)
  - Ermanno Wolf-Ferrari, italský hudební skladatel († 21. ledna 1948)
- 1878 – Ferenc Molnár, maďarský spisovatel († 1. dubna 1952)
- 1890
  - Vasilij Erošenko, ruský esperantský spisovatel († 23. prosince 1952)
  - Andrej Tóth, slovenský řeckokatolický kněz rusínské národnosti a politik († ?)
- 1892
  - Michail Petrovič Kirponos, generál, sovětský vojevůdce († 20. září 1941)
  - Vasilij Ippolitov, ruský a sovětský rychlobruslař a cyklista († 1957)
- 1893
  - Hermann Göring, německý nacistický politik († 15. října 1946)
  - Alfred Rosenberg, německý nacistický teoretik a politik († 16. října 1946)
- 1894 – Ralph Capone, americký gangster, bratr Ala Capona († 22. listopadu 1974)
- 1895 – Leon Arje Me'ir, izraelský badatel v oboru islámského umění († 6. dubna 1959)
- 1896
  - David Wechsler, americký psycholog († 2. května 1981)
  - Boris Skosyrev, běloruský dobrodruh († 27. února 1989)
- 1899 – Paul Hermann Müller, švýcarský chemik, nositel Nobelovy ceny († 13. října 1965)
- 1901
  - Michal Drobáň, slovenský a československý politik († 1985)
  - Štefan Herman, slovenský a československý politik († ?)
- 1903 – Igor Kurčatov, sovětský fyzik († 7. února 1960)
- 1904 – Georgi Karaslavov, bulharský spisovatel († 26. ledna 1980)
- 1905
  - Antonie Schwarzenbergová, princezna z Fürstenbergu, matka Karla Schwarzenberga († 24. prosince 1988)
  - Tex Ritter, americký herec a zpěvák country († 2. ledna 1974)
- 1906 – Emmanuel Lévinas, francouzsko-židovský filosof († 24. prosince 1995)
- 1907 – Sergej Koroljov tvůrce sovětského raketového programu v civilní i vojenské oblasti († 14. ledna 1966)
- 1909 – Archie Cochrane, skotský lékař († 18. června 1988)
- 1910 – Luise Rainerová, hollywoodská herečka německého původu († 30. prosince 2014)
- 1911 – Robert Abshagen, německý antifašista a oběť nacismu († 10. července 1944)
- 1912 – Dinmuchamed Konajev, kazašský komunistický politik († 22. srpna 1993)
- 1914 – Albrecht von Goertz, německý designer († 27. října 2006)
- 1916 – Pieter Willem Botha, jihoafrický prezident († 31. října 2006)
- 1917 – Walter Hendl, americký dirigent († 10. dubna 2007)
- 1918
  - Karol Zachar, slovenský herec a režisér († 17. prosince 2003)
  - Mahariši Maheš Jógi, indický vědec a filosof († 5. února 2008)
- 1919 – Ernest Zmeták, slovenský malíř († 13. května 2004)
- 1920 – Ján Motulko, slovenský křesťanský intelektuál a básník († 7. září 2013)
- 1921 – John Davis, americký vzpěrač († 13. července 1984)
- 1923
  - Siegfried Schürenberg, německý filmový herec († 31. srpna 1993)
  - Holden Roberto, angolský politik († 2. srpna 2007)
- 1926
  - Ray Price, americký zpěvák († 16. prosince 2013)
  - Morton Feldman, americký hudební skladatel († 3. září 1987)
- 1929
  - Jaakko Hintikka, finský filozof († 12. srpna 2015)
  - Alasdair MacIntyre, skotský a americký morální a politický filosof († 21. května 2025)
  - Irena Homola-Skąpska, polská historička († 4. března 2017)
- 1932 – Hadley Caliman, americký saxofonista († 8. září 2010)
- 1933
  - Liliana Cavani, italská režisérka a scenáristka
  - Pavlos Matesis, řecký spisovatel a překladatel († 20. ledna 2013)
- 1934 – Ebrahim Nafae, egyptský novinář († 1. ledna 2018)
- 1936
  - Raimonds Pauls, lotyšský hudební skladatel, klavírista a politik
  - Egon Kapellari, rakouský římskokatolický emeritní biskup
- 1937
  - Marie Duboisová, francouzská herečka († 15. října 2014)
  - Marian Sawa, polský skladatel, varhaník, muzikolog a pedagog († 27. dubna 2005)
  - Micheil Meschi, sovětský fotbalista gruzínské národnosti († 22. duben 1991)
- 1939 – Thomas Müller, německý hudební skladatel
- 1940
  - Matthias Habich, německý herec
  - Ronald Shannon Jackson, americký bubeník († 19. října 2013)
  - Bob Hewitt, australský tenista
  - Youssef Anis Abi-Aad, libanonský maronitský katolický kněz († 6. května 2017)
- 1941
  - Long John Baldry, anglický zpěvák († 21. července 2005)
  - Olu Dara, americký kornetista, kytarista a zpěvák
  - Kazuo Imaniši, japonský fotbalista
- 1942
  - Jozef Hajdina, slovenský fotbalista
  - Michel Mayor, švýcarský astrofyzik
- 1944
  - Jim Gray, americký informatik (nezvěstný od 28. ledna 2007)
  - Joe Frazier, americký boxer, profesionální mistr světa v těžké váze († 7. listopadu 2011)
  - Jack Schroer, americký saxofonista († 23. června 1995)
  - Milan Hrica, slovenský fotbalista
  - Nobujuki Sató, japonský judista
- 1945 – Ivan Pozdech, slovenský fotbalista
- 1946
  - Ryszard Szurkowski, polský cyklista († 1. února 2021)
  - George Duke, americký klávesista († 5. srpna 2013)
- 1947
  - Matt Molloy, irský hudebník
  - Henning Munk Jensen, dánský fotbalista
- 1948
  - John Etheridge, britský kytarista
  - Brendan Foster, britský atlet, běžec na dlouhé tratě
- 1949
  - Haruki Murakami, japonský spisovatel a překladatel
  - Ottmar Hitzfeld, německý fotbalový útočník, olympijský medailista a trenér
  - Hamadi Jebali, tuniský inženýr, islámský politik a novinář
- 1950
  - Murray Salem, americký televizní a filmový herec a scenárista († 6. ledna 1998)
  - Hermann Köhler, západoněmecký atlet
- 1951
  - Kirstie Alleyová, americká herečka († 5. prosince 2022)
  - Rush Limbaugh, americký rozhlasový komentátor a bavič († 17. února 2021)
- 1952 – John Walker, novozélandský olympijský vítěz v běhu na 1 500 m
- 1953
  - Arkadiusz Rybicki, polský politik († 10. dubna 2010)
  - Mary Harronová, kanadská režisérka a scenáristka
- 1954
  - Howard Stern, americký rozhlasový a televizní hlasatel, spisovatel, herec a fotograf
  - Sharon Lechterová, americká spisovatelka, ekonomka, podnikatelka a filantropka
  - Donald Tyson, kanadský okultista
- 1955
  - Dušan Sepeši, slovenský fotbalista
  - Tom Ardolino, americký rockový bubeník, člen skupiny NRBQ († 6. ledna 2012)
- 1956
  - Nikolaj Noskov, ruský zpěvák, skladatel
  - Marie Colvinová, americká novinářka († 22. února 2012)
- 1957 – John Lasseter, americký režisér, scenárista, producent a animátor
- 1958
  - Mark Allen, americký triatlonista
  - Christiane Amanpourová, britská novinářka íránského původu
  - Peter Reynolds, velšský hudební skladatel († 11. října 2016)
- 1959
  - Per Gessle, švédský popový skladatel, zpěvák, kytarista
  - Blixa Bargeld, hudebník, zakladatel industrial skupiny Einstürzende Neubauten
  - Vladimir Jaščenko, sovětský atlet ukrajinské národnosti († 30. listopadu 1999)
- 1961
  - Ivan Dubnička, slovenský kulturolog, politolog a publicista († 8. srpna 2014)
  - Milan Jurenka, slovenský fotbalový útočník a trenér
  - Pavol Pavlis, slovenský politik
- 1962
  - Gaëtan Huard, francouzský fotbalový brankář
  - Gunde Svan, švédský reprezentant
- 1963 – Vasilij Ždanov, reprezentant Sovětského svazu a Ukrajiny v silniční cyklistice
- 1964
  - Jeff Bezos, americký podnikatel
  - Valdo Filho, brazilský fotbalista
- 1965
  - Rob Zombie, americký heavymetalový zpěvák, filmový režisér a spisovatel
  - Maybrit Illner, německá novinářka a televizní moderátorka
  - Biram Dah Abeid, mauritánský politik a lidskoprávní aktivista
- 1966
  - Rob Zombie, americký hardrockový zpěvák
  - Sergej Revin, ruský kosmonaut
- 1967
  - Richard Stanke, slovenský herec, komik a dabér
  - Eduard Habsburg-Lothringen, německo-maďarský katolický spisovatel a scenárista
  - Grigorij Jegorov, kazašský atlet
- 1968
  - Richard Sulík, slovenský ekonom, podnikatel, politik
  - Heather Mills, britská modelka a aktivistka
  - Mauro Silva, brazilský fotbalový záložník a reprezentant
- 1969
  - Robert Prosinečki, chorvatský fotbalista
  - J Allard, americký viceprezident korporace a šéf architektury XNA v Microsoftu
  - David Mitchell, anglický spisovatel
- 1970
  - Zack de la Rocha, americký muzikant (Rage Against the Machine)
  - Raekwon, americký rapper
  - Serik Kazbekov, ukrajinský reprezentant ve sportovním lezení
  - Julia Quinnová, americká autorka
  - Masaaki Sawanobori, japonský fotbalista
- 1972 – Espen Knutsen, norský hokejový útočník a trenér
- 1973
  - Brian Culbertson, americký hudebník
  - Giuseppe Giunta, italský zápasník
  - Shooty, slovenský karikaturista
- 1974
  - Melanie Chisholm, anglická zpěvačka a členka skupiny Spice Girls
  - Tor Arne Hetland, norský lyžař
  - Hamilton Ricard, kolumbijský fotbalista
  - Séverine Vandenhendeová, francouzská judistka
- 1976 – Kristen Welkerová, americká novinářka
- 1977 – Andrej Kollár, slovenský hokejista
- 1978
  - Josef Boumedienne, švédský hokejový útočník, skaut a trenér
  - Stephen Abas, americký zápasník ve volném stylu
  - Bonaventure Kalou, fotbalista z Pobřeží slonoviny
  - Oxana Zbrožeková, ruská atletka
- 1979
  - Marián Hossa, slovenský lední hokejista
  - Vasyl Tesmyneckyj, ukrajinský zápasník
- 1980
  - Amerie, americká zpěvačka
  - Stefano Barrera, italský sportovní šermíř
  - Akiko Morigamiová, japonská tenistka
- 1981 – Niklas Kronwall, švédský hokejový obránce
- 1982
  - Paul-Henri Mathieu, francouzský tenista
  - Ricardo Alves Andrade, brazilský fotbalista
- 1983
  - Akane Saitoová, japonská fotbalistka
  - Marcos Ayerza, argentinský ragbista
- 1984
  - Chaunté Loweová, americká atletka
  - Oribe Peralta, mexický fotbalista
- 1985 – Borja Valero, španělský fotbalista
- 1986
  - Zlata Ogněvič, ukrajinská zpěvačka
  - Rjóta Murata, japonský profesionální boxer
- 1987
  - Naya Rivera, americká herečka a zpěvačka († 8. července 2020)
  - Nusmir Fajić, bosenský fotbalista
  - Salvatore Sirigu, italský fotbalový brankář
- 1988
  - Peter Štepanovský, slovenský fotbalista
  - Claude Giroux, kanadský lední hokejista
- 1989
  - Axel Witsel, belgický fotbalista
  - Bastian Oczipka, německý fotbalista
  - Alan Kardec, brazilský fotbalista
  - Abdoulaye Fall, senegalský fotbalista
- 1990
  - Sergej Karjakin, ukrajinský, později ruský, šachista
  - Kai Heerings, nizozemský fotbalový obránce
  - John Smith, jihoafrický veslař lehké váhy
- 1991
  - Jakub Holúbek, slovenský fotbalista
  - Pixie Lott, anglická zpěvačka, textařka, herečka a tanečnice
  - David Mitov Nilsson, švédsko-severomakedonský fotbalový brankář
- 1992
  - Wojciech Golla, polský fotbalový obránce a reprezentant
  - Iivo Niskanen, finský reprezentant v běhu na lyžích
- 1993
  - Zayn Malik, zpěvák anglicko-irské skupiny One Direction
  - D.O., jihokorejský zpěvák, textař a herec
  - Branimir Hrgota, švédský fotbalový útočník
  - Maju Sasakiová, japonská fotbalistka
  - Ľubomír Korijkov, slovenský fotbalový obránce
- 1994
  - Erik Baška, slovenský profesionální silniční cyklista
  - Emre Can, německý fotbalista
  - Chester Rogers, hráč amerického fotbalu
- 1995 – Alessio Romagnoli, italský fotbalista
- 1996
  - Ella Henderson, britská zpěvačka a textařka
  - Rin Sumidaová, japonská fotbalistka
- 1998
  - Juan Foyth, argentinský fotbalový obránce
  - Rafik Zekhnini, norský fotbalový útočník

## Úmrtí
Automatický abecedně řazený seznam viz Kategorie:Úmrtí 12. ledna

### Česko

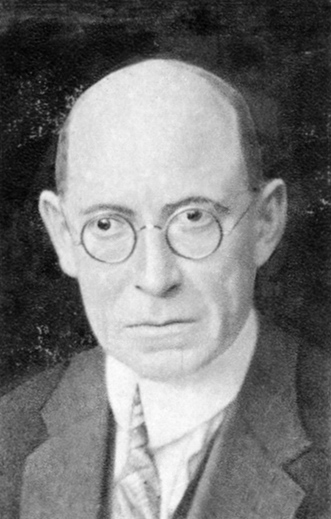
Rudolf Těsnohlídek († 1928)

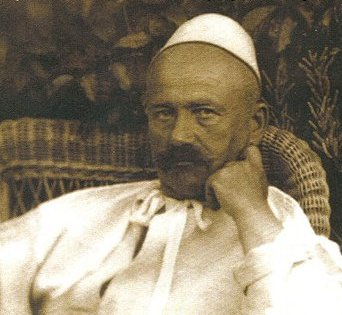
Joža Uprka († 1940)

- 1670 – Petr Figulus Jablonský, biskup Jednoty bratrské (* 1619)
- 1701 – Abrahám Leuthner, barokní stavitel (* 1640)
- 1749 – Filip Josef Kinský, šlechtic, diplomat a politik (* 1. května 1700)
- 1764 – Jan František Bautsch, katolický kněz, třetí infulovaný arciděkan (* kolem 1700)
- 1768 – Felix Benda, skladatel a varhaník (* 25. února 1708)
- 1861 – Václav Hanka, spisovatel (* 10. června 1791)
- 1869 – Balthasar von Szábel, rakouský podnikatel a politik z Moravy (* 23. listopadu 1814)
- 1881 – Ervín Damián Hugo Schönborn, šlechtic, držitel několika panství, konzervativní politik (* 17. května 1812)
- 1887 – Josef Halla, poslanec Českého zemského sněmu (* 2. června 1814)
- 1890 – František Xaver Škorpík, kněz a vlastenec (* 16. října 1813)
- 1893 – Václav Reisinger, tanečník, baletní mistr, choreograf a libretista (* 14. dubna 1828)
- 1901 – Ferdinand Kaufmann, rakouský politik z Moravy (* 19. října 1821)
- 1906 – Jan Šabata, poslanec Českého zemského sněmu (* 9. ledna 1834)
- 1912 – Josef Rank, slovníkář, lexikograf a archivář (* 22. října 1833)
- 1921 – Karel Rolsberg, rakousko-český šlechtic a poslanec Říšské rady (* 18. října 1852)
- 1923 – Jan Urban Jarník, romanista, zastánce česko-rumunských vztahů (* 25. května 1848)
- 1924
  - Cyril Dušek, politik (* 5. listopadu 1881)
  - Marian Rombald z Hochinfelsenu, šlechtic, velkostatkář a politik (* 26. prosince 1863)
- 1927 – Josef Dürich, politik (* 19. srpna 1847)
- 1928 – Rudolf Těsnohlídek, spisovatel (* 7. června 1882)
- 1933 – Václav Suk, houslista, dirigent a hudební skladatel působící v Rusku (* 16. listopadu 1861)
- 1939 – Miloš Weingart, jazykovědec, slavista, byzantolog, literární historik a překladatel (* 21. listopadu 1890)
- 1940 – Joža Uprka, malíř a grafik (* 25. října 1861)
- 1951 – Quido Matoušek, legionář, důstojník československé armády (* 4. ledna 1888)
- 1958 – Jan Václav Rosůlek, poštovní úředník, básník, prozaik a dramatik (* 7. listopadu 1894)
- 1966 – Zdeněk Frankenberger, lékař, histolog, embryolog, patolog a přírodovědec (* 24. ledna 1892)
- 1970 – Jaroslav Benda, malíř (* 27. dubna 1882)
- 1977 – Marie Válková, archivářka (* 19. září 1901)
- 1982 – Miroslav Boháček, právník a kodikolog, profesor římského práva (* 10. září 1899)
- 1986 – Zdeněk Hůla, hudební teoretik a skladatel (* 12. května 1901)
- 1987 – Zdeněk Kampf, herec (* 20. září 1920)
- 1990 – Vladimír Machonin, architekt, jeden z představitelů brutalismu (* 3. února 1920)
- 1991 – Eduard Ingriš, hudební skladatel, dirigent, cestovatel, filmový dokumentarista, kameraman a fotograf (* 11. února 1905)
- 1993 – Radomil Kitrich, stavební a důlní inženýr (* 1. července 1921)
- 1996 – Eduard Haken, operní zpěvák (* 22. března 1910)
- 1998 – Libuše Moníková, česká, německy píšící, spisovatelka (* 30. srpna 1945)
- 2001 – Emil Petřík, novinář a publicista (* 12. listopadu 1925)
- 2007 – Jindřich Hásek, spisovatel, redaktor a historik zaměřený na dějiny Rožmitálska (* 22. června 1947)
- 2010
  - Vratislav Šotola, sklářský návrhář (* 9. května 1931)
  - Miloslav Bělonožník, skokan na lyžích (* 11. července 1918)
- 2011
  - Karel Stádník, sochař a restaurátor (* 24. srpna 1924)
  - Jiří Třešňák, politik (* 30. července 1938)
  - Jaroslav Vohradník, hostinský a zakladatel hospody U Prďoly (* 29. července 1950)
- 2012 – Jan Robert Alexander, navigátor ve službách RAF (* 6. června 1922)
- 2013 – Mira Figarová, tanečnice, choreografka a divadelní pedagožka (* 14. srpna 1917)
- 2014
  - Jiřina Prokšová, herečka (* 11. března 1928)
  - Miloš Suchomel, historik umění (* 5. ledna 1930)
- 2015 – Josef Kuchinka, dirigent (* 21. října 1925)
- 2016 – Pavel Slavíček, silniční motocyklový závodník (* 22. srpna 1934)
- 2017 – Jaroslav Egermajer, hokejový obránce (* 18. března 1945)
- 2018
  - Josef Bieberle, historik (* 19. ledna 1929)
  - Josef Klimeš, sochař (* 15. ledna 1928)
- 2024 – Stanislav Zippe, výtvarník, malíř a sochař (* 20. ledna 1943)

### Svět

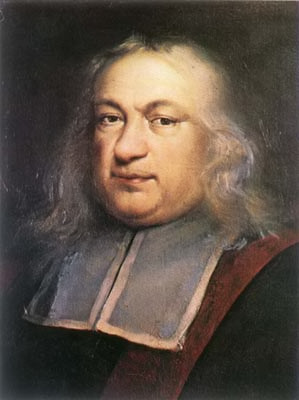
Pierre Fermat († 1665)

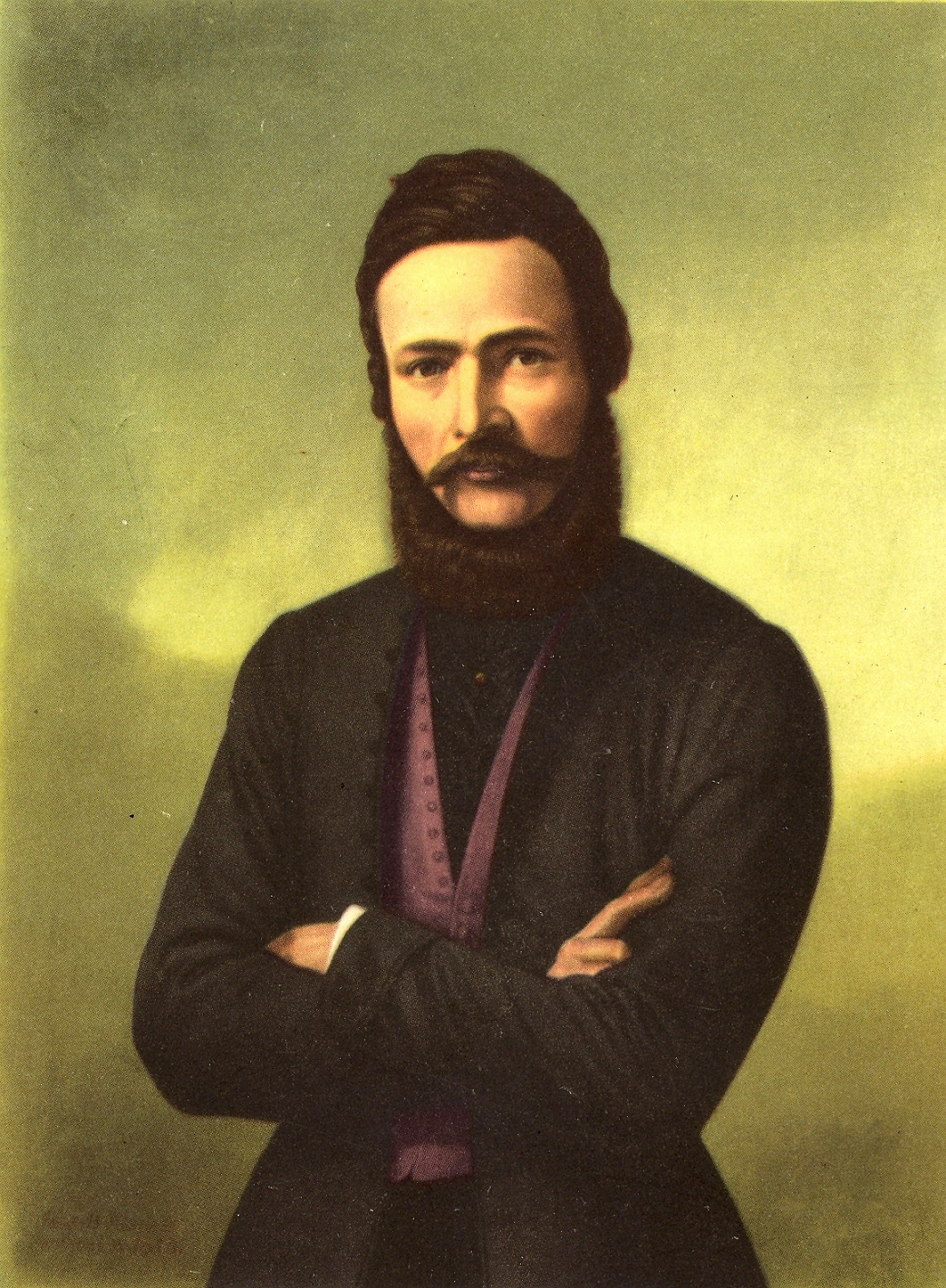
Ľudovít Štúr († 1856)

Agatha Christie († 1976)

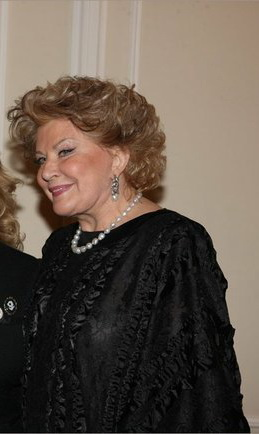
Jelena Obrazcovová († 2015)

- 1140 – Ludvík I. Durynský, durynský lantkrabě (* 1090)
- 1167 – Svatý Alréd, cisterciácký opat, katolickou církví je uctíván jako světec (* 1109/10)
- 1322 – Marie Brabantská, francouzská královna (* 1254)
- 1475 – Félizé Regnard, francouzská dvorní dáma a milenka krále Ludvíka XI. (* 1424)
- 1519 – Maxmilián I. Habsburský, římský císař (* 22. března 1459)
- 1537 – Lorenzo di Credi, italský malíř a sochař (* asi 1459)
- 1578 – Kateřina Habsburská, portugalská královna (* 14. ledna 1507)
- 1603 – Mathurin de Montalais, francouzský šlechtic (* 1525)
- 1621 – Şehzade Mehmed, osmanský princ a syn sultána Ahmeda I. (* 11. března 1605)
- 1665 – Pierre de Fermat, francouzský matematik (* 17. srpna 1601)
- 1667 – svatý Bernardo da Corleone, italský kapucín (* 6. února 1605)
- 1674 – Giacomo Carissimi, italský hudební skladatel (* pokřtěn 18. dubna 1605)
- 1717 – Constantijn Francken, vlámský barokní malíř (* pokřtěn 5. dubna 1661)
- 1718 – Nicolaas Heinsius mladší, nizozemský spisovatel (* ? 1656)
- 1730 – Johann Christoph Schwedler, německý kazatel a skladatel duchovních písní (* 21. prosince 1672)
- 1759 – Anna Hannoverská, britská princezna (* 2. listopadu 1709)
- 1819 – Benedikte Naubertová, saská spisovatelka (* 13. září 1752)
- 1829 – Friedrich Schlegel, německý filozof kultury, literární kritik, literární historik (* 10. března 1772)
- 1831 – Luisa Dánská a Norská, dánská princezna (* 20. ledna 1750)
- 1833 – Marie-Antoine Carême, francouzský kuchař (* 8. června 1784)
- 1834 – William Wyndham Grenville, britský státník (* 25. října 1759)
- 1839 – Joseph Anton Koch, rakouský malíř a grafik (* 27. července 1768)
- 1845 – Nicola Grimaldi, italský kardinál (* 19. července 1768)
- 1855 – Marie Tereza Toskánská, sardinsko-piemontská královna a savojská vévodkyně (* 21. března 1801)
- 1856
  - Ľudovít Štúr, slovenský národní buditel (* 28. října 1815)
  - Henry Goulburn, britský státník (* 19. března 1784)
- 1857 – Johann Leithner, rakouský politik (* ?)
- 1878 – Lazar Mamula, rakousko-uherský generál a guvernér Dalmácie (* 22. května 1795)
- 1880 – Ellen Arthurová, manželka 21. prezidenta USA Chestera Arthura (* 30. srpna 1837)
- 1885 – August Württemberský, královský pruský generálplukovník jezdectva (* 24. ledna 1813)
- 1888 – Karl Josef Gleispach, rakouský politik německé národnosti (* 9. února 1811)
- 1890 – Sarah Fairbrotherová, anglická herečka a milenka prince George, vévody z Cambridge (* 31. října 1816)
- 1899 – Julius von Falkenhayn, předlitavský politik (* 20. února 1829)
- 1902 – Josip Kušar, rakouský podnikatel a politik slovinské národnosti (* 9. března 1838)
- 1903 – Hermann Wendland, německý botanik, zahradník, ředitel hannoverské botanické zahrady (* 11. října 1825)
- 1905 – James Mason, irský šachový mistr a šachový publicista (* 19. listopadu 1849)
- 1909 – Hermann Minkowski, polský matematik (* 22. června 1864)
- 1911
  - Georg Jellinek, rakouský právník a právní teoretik (* 16. červen 1851)
  - Stanisław Piniński, rakouský šlechtic a politik polské národnosti (* 3. března 1854)
- 1912 – Alexander Peez, rakouský podnikatel a politik (* 19. ledna 1824)
- 1915 – Émile Amélineau, francouzský architekt a egyptolog (* 1850)
- 1921 – Josef Nebehosteny, rakouský architekt, stavitel a podnikatel (* 8. srpna 1852)
- 1923
  - Herbert Silberer, rakouský psychoanalytik (* 28. února 1882)
  - Marc Ferrez, brazilský fotograf (* 7. prosince 1843)
- 1926 – Carlos Schwabe, švýcarský malíř symbolista a grafik (* 21. července 1866)
- 1927 – Otokar Rybář, rakouský právník a politik slovinské národnosti (* 12. září 1865)
- 1931 – Giovanni Boldini, italský žánrový malíř a portrétista (* 31. prosince 1842)
- 1938 – Sydir Holubovyč, rakouský právník a politik (* 6. března 1873)
- 1940
  - Einar Benediktsson, islandský básník (* 31. října 1864)
  - Nikolaj Strunnikov, ruský rychlobruslař a cyklista (* 16. prosince 1886)
- 1942
  - Theodore Annemann, americký profesionální kouzelník (* 22. února 1907)
  - Vladimir Michajlovič Petljakov, sovětský letecký konstruktér (* 27. června 1891)
- 1943 – Antoni Józef Śmieszek, polský egyptolog (* 22. května 1881)
- 1944 – Nicolas Bunkerd Kitbamrung, thajský římskokatolický kněz a mučedník (* 31. ledna 1895)
- 1947 – Rosa Smith Eigenmann, americká ichtyoložka (* 7. října 1858)
- 1949 – Janez Hladnik, rakouský římskokatolický duchovní a politik slovinské národnosti (* 13. května 1863)
- 1956 – Franz Dinghofer, rakouský právník a politik (* 6. dubna 1873)
- 1957 – Grace Wilsonová, vysoce postavená zdravotní sestra v australské armádě (* 25. června 1879)
- 1959 – Mohammed Zakaria Goném, egyptský archeolog (* 1905)
- 1962 – Miklós Szabados, maďarský stolní tenista (* 20. března 1912)
- 1963 – Ramón Gómez de la Serna, španělský právník, spisovatel a novinář (* 3. července 1888)
- 1965 – Lorraine Hansberry, americká dramatička a spisovatelka (* 19. května 1930)
- 1968 – Leopold Lahola, slovenský dramatik, prozaik, scenárista a filmový režisér (* 30. ledna 1918)
- 1970 – Isabela Marie Braganzská, portugalská infantka a německá šlechtična (* 19. listopadu 1894)
- 1971 – André Fierens, belgický fotbalista a reprezentant (* 8. února 1898)
- 1974
  - Patricie z Connaughtu, britská princezna a vnučka královny Viktorie (* 17. březen 1886)
  - Anto Babić, bosenskohercegovský historik a pedagog (* 3. ledna 1899)
- 1976 – Agatha Christie, anglická spisovatelka (* 15. září 1890)
- 1977 – Henri-Georges Clouzot, francouzský filmový režisér (* 20. listopadu 1907)
- 1978 – Wolfgang Tümpel, německý umělecký zlatník, stříbrník a designer (* 1. září 1903)
- 1979 – Alexandr Stolper, sovětský filmový režisér a scenárista (* 12. srpna 1907)
- 1981
  - Hamád Abú Rabía, izraelský politik (* 1929)
  - Isaakij Vinogradov, archimandrita Ruské pravoslavné církve (* 25. února 1895)
- 1988 – Joe Albany, americký klavírista (* 24. ledna 1924)
- 1990 – Paul Amadeus Pisk, rakouský a americký muzikolog (* 16. května 1893)
- 1991 – Vasco Pratolini, italský spisovatel a filmový scenárista (* 19. října 1913)
- 1992 – Walt Morey, americký spisovatel knih pro mládež (* 3. února 1907)
- 1993 – Józef Czapski, polský malíř a spisovatel (* 3. dubna 1896)
- 1997
  - Ján Brodňanský, slovenský historik, archeolog, speleolog a fotograf (* 16. října 1910)
  - Charles Brenton Huggins, kanadsko-americký fyziolog a onkolog (* 22. září 1901)
- 1999 – Maria Sanderová, západoněmecká atletka (* 30. října 1924)
- 2001 – Adhemar Ferreira da Silva, brazilský olympijský vítěz v trojskoku (* 29. září 1925)
- 2002 – Cyrus Vance, americký politik a diplomat (* 27. března 1917)
- 2003
  - Koloman Sokol, slovenský malíř, grafik a ilustrátor (* 12. prosince 1902)
  - Maurice Gibb, britský zpěvák a skladatel (* 22. prosince 1949)
  - Leopoldo Galtieri, argentinský generál, později prezident Argentiny a diktátor (* 15. července 1926)
- 2004
  - Ján Brada, slovenský fotbalista (* 23. července 1940)
  - Olga Alexandrovna Ladyženská, ruská matematička (* 7. března 1922)
  - Randy VanWarmer, americký zpěvák a kytarista (* 30. března 1955)
- 2005 – Amrish Puri, indický herec (* 22. června 1932)
- 2006
  - Günther Landgraf, německý fyzik (* 14. září 1928)
  - Albrecht von Goertz, německý designer (* 12. ledna 1914)
  - Udo Thomer, německý herec (* 3. října 1945)
- 2007 – Alice Coltrane, americká klavíristka (* 27. srpna 1937)
- 2009
  - Claude Berri, francouzský filmový režisér, herec, scenárista a producent (* 1. července 1934)
  - Arne Næss, norský filosof (* 27. ledna 1912)
- 2010
  - Zilda Arns, brazilská katolická charitativní pracovnice a dětská lékařka (* 25. října 1934)
  - Joseph Serge Miot, arcibiskup haitské arcidiecéze Port-au-Prince (* 23. listopadu 1946)
  - Daniel Bensaïd, francouzský filozof (* 25. března 1946)
  - Masúd Alí Mohamadí, íránský fyzik (* 24. srpna 1959)
- 2011 – Ilona Rakouská, členka maďarské palatinské linie Habsbursko-Lotrinských (* 20. dubna 1927)
- 2012
  - Josef Metzler, rakouský katolický kněz a prefekt vatikánského archivu (* 7. února 1921)
  - Sadao Bekku, japonský hudební skladatel (* 24. května 1922)
- 2015 – Jelena Obrazcovová, ruská operní pěvkyně (* 7. července 1939)
- 2016
  - Robert Black, skotský sériový vrah (* 21. dubna 1947)
  - Ivan Bukavšin, ruský šachista (* 3. května 1995)
- 2017
  - Giulio Angioni, italský spisovatel a antropolog (* 28. října 1939)
  - Colin Dexter, anglický spisovatel (* 29. září 1930)
  - Beata Grigorjevna Voronova, ruská historička umění (* 8. listopadu 1926)
- 2018 – Pierre Pincemaille, francouzský varhaník, improvizátor a pedagog (* 8. prosince 1956)
- 2019 – Jiří Brady, kanadský podnikatel českého původu, pamětník holokaustu (* 9. února 1928)
- 2020
  - Roger Scruton, britský filosof, estetik, politolog, spisovatel a hudebník (* 27. února 1944)
  - Francis MacNutt, americký katolický kněz (* 22. dubna 1925)
  - Juraj Tandler, slovenský hudební skladatel a pedagog (* 10. června 1934)
- 2022 – Ronnie Spectorová, americká zpěvačka (* 10. srpna 1943)

## Svátky

### Česko
- Pravoslav, Pravoslava, Pravdomil, Pravdomila, Pravomil, Pravomila
- Arkád, Arnošt
- Gvendolína
- Redmond
- Vasilisa
- Ernestina, Erna

Katolický kalendář
- Bernardo da Corleone
- Svatý Probus

| 12. leden v pražském KlementinuÚdaje jsou platné k 29. 4. 2025. | 12. leden v pražském KlementinuÚdaje jsou platné k 29. 4. 2025. | 12. leden v pražském KlementinuÚdaje jsou platné k 29. 4. 2025. |
| minimum                                                         | denní průměr                                                    | maximum                                                         |
| --------------------------------------------------------------- | --------------------------------------------------------------- | --------------------------------------------------------------- |
| −21,3 °C (1799)                                                 | −1,3 °C (od 1961)                                               | 17,4 °C (1993)                                                  |